# Donald J. Newman
Donald Joseph (DJ) Newman (27 juillet 1930 - 28 mars 2007) est un mathématicien américain. Il donne des preuves simples du théorème des nombres premiers et de la formule de partition de Hardy-Ramanujan. Il excelle à plusieurs reprises au concours annuel de Putnam alors qu'il étudie au City College de New York et à l'Université de New York, et obtient ensuite son doctorat à l'Université Harvard en 1953.

## Biographie
Newman est né à Brooklyn, New York en 1930, et étudie à la Stuyvesant High School de New York. À l'âge de 14 ans, il travaille avec Dubble Bubble Gum pour aider à résoudre la question statistique de la fréquence à laquelle un acheteur de gomme recevrait la même blague pour son emballage de gomme. Il est un passionné de résolution de problèmes et, en tant qu'étudiant de premier cycle, il est boursier Putnam pendant les trois années, il participe au concours de mathématiques Putnam; seulement la troisième personne à atteindre cet exploit. Ses spécialités mathématiques comprenaient l'analyse complexe, la théorie de l'approximation et la théorie des nombres. En 1980, il trouve une courte preuve du théorème des nombres premiers, qui se trouve maintenant dans son manuel sur l'Analyse complexe. Il donne également une preuve simplifiée de la formule de partition de Hardy-Ramanujans.
Newman est un ami et associé de John Nash. Il est professeur de mathématiques au MIT, à l'Université Brown, à l'Université Yeshiva, à l'Université Temple et occupe une chaire à l'Université Bar-Ilan en Israël. Il occupe des postes gouvernementaux et industriels chez Avco, Republic Aviation, Bell Laboratories, IBM et la NSA.
La passion de Newman pour la résolution de problèmes transparaît dans ses écrits; sa production publiée en tant que mathématicien comprend 150 articles et cinq livres. Il enseigne à de nombreux étudiants au fil des ans, dont Robert Feinerman, Jonah Mann, Eli Passow, Louis Raymon, Joseph Bak, Shmuel Weinberger et Gerald Weinstein à l'Université Yeshiva, et Bo Gao, Don Kellman, Jonathan Knappenberger et Yuan Xu à l'Université Temple.

## Publications
- Newman, « A simplified proof of Waring's conjecture », Michigan Mathematical Journal, vol. 7, no 3,‎ 1960, p. 291–295 (DOI 10.1307/mmj/1028998439)
- Newman, « A simple proof of Wiener's {\displaystyle 1/f} theorem », Proceedings of the American Mathematical Society, vol. 48, no 1,‎ 1975, p. 264–265 (DOI 10.2307/2040730, JSTOR 2040730, MR 0365002)
- --. (1979) Approximation with rational functions. Providence, RI: Conference Board of the Mathematical Sciences by the American Mathematical Society.  (ISBN 0-8218-1691-8) (ISBN 0-8218-1691-8).
- Newman, « Simple analytic proof of the prime number theorem », American Mathematical Monthly, vol. 87, no 9,‎ 1980, p. 693–696 (DOI 10.2307/2321853, JSTOR 2321853, MR 0602825, lire en ligne)
- --. (1982) A problem seminar. New York: Springer.  (ISBN 0-387-90765-3) (ISBN 0-387-90765-3).
- --. (1998) Analytic number theory. New York: Springer.  (ISBN 0-387-98308-2) (ISBN 0-387-98308-2) (#177 in the Graduate Texts in Mathematics series).
- (1996) Complex Analysis. (2004 update w/ Joseph Bak)
- with Robert P. Feinerman: (1974) Polynomial approximation. Baltimore: Williams & Wilkins.  (ISBN 0-6830-3077-9) (ISBN 0-6830-3077-9)[8].